# 卡多索灣
62°10′S 58°37′W / 62.167°S 58.617°W
卡多索灣（Cardozo Cove），是南極洲的海灣，位於南昔德蘭群島的喬治王島，處於阿德默勒爾蒂灣的埃斯庫拉灣，在1909年12月由讓-巴蒂斯特·夏古率領的法國探險隊命名，現時由南極條約體系管理。